# Церковь Святой Троицы (Изерлон)
Церковь Святой Троицы (нем. Hl. Dreifaltigkeit) — католическая церковь в районе Вермингсен (Wermingsen) города Изерлона; приход храма, расположенного по адресу улица Шульштрассе дом 35, принадлежит к объединению «Pastoralverbund Iserlohn-Mitte», который в свою очередь относится к архиепархии Падерборна.

## История и описание
Здание церкви Святой Троицы было построено по проекту архитектора из города Унна Отто Виккена (1911—1984) в период с 1957 по 1958 год — одновременно с несколькими общественными зданиями, относящимися к местному приходу; открытие состоялось 30 ноября 1958. Главный неф храма построен из железобетона и имеет параболическую форму; здание имеет несколько низких входов и дополнено башней, стоящей отдельного от основного корпуса. «Параболический» проект церкви был навеян зданием церкви Святого Креста (нем. Heilig-Kreuz-Kirche), возведенной ранее в городе Ботроп — также расположенном в земле Северный Рейн-Вестфалия.
Сам комплекс зданий в Изерлоне стоит на холме, возвышаясь над протяженной «зеленой зоной», что формирует особый градостроительный акцент. При этом внешний дизайн церкви, с белыми стенами и цветными окнами, позволяет сохранить «деловитость» (нем. sachlich) всего сооружения. Внутри здания наклонный пол усиливает акцент на алтарь. Цветные окна, созданные по проекту художницы Ирмгард Вессель (Irmgart Wessel-Zumloh, 1907—1980), занимают всю высоту храма — от пола до потолка. Также заслуживает внимания и алтарный крест церкви, созданный во Флоренции в XVI веке. Орган храма был построен фирмой «Albers-Orgelbau» в 1992 году; компания «Krawinkel» очистила и отремонтировала инструмент в 2012 году.